# Segundo gobierno de Carlos Andrés Pérez
El segundo gobierno de Carlos Andrés Pérez, usualmente abreviado como CAP II (2 de febrero de 1989-21 de mayo de 1993) fue el último gobierno de Pérez, sucediendo al gobierno de Jaime Lusinchi y antecediendo al gobierno interino de Octavio Lepage después de su destitución en 1993. CAP ganó con su partido Acción Democrática (AD) y llegó con un plan reformista distinto al de su primer gobierno (1974-1979). Fue el séptimo gobierno adeco de la historia (sexto en ser electo) y el último en gobernar de manera no interina.
A nivel legislativo, Carlos Andrés Pérez gobernó con mayoría simple en el Congreso.
Aunque Pérez ganó la elección presidencial de 1988 bajo la promesa de restaurar la "Venezuela Saudita", como se apodó a su primer período de gobierno (1974-1979) debido a la marcada mejora en la calidad de vida de los venezolanos; en su segunda presidencia, el Estado venezolano no tenía casi recursos para sostener el modelo rentista de economía del país. El gobierno de Pérez se caracterizó por el agravamiento de la crisis económica y social que Venezuela experimentaba desde inicios de la década de 1980; aplicó políticas económicas de shock que causaron malestar en diversos sectores sociales, especialmente en las capas más empobrecidas, que desencadenaron el "Caracazo" en 1989.
En febrero y noviembre de 1992 su gobierno fue sacudido por dos violentas intentonas golpistas de izquierda, que aunque fracasaron, aumentaron la presión sobre el presidente Pérez.
Durante este gobierno, el país inició un proceso mayor de transformación política, con las primeras elecciones regionales de la historia en 1989.
La Corte Suprema de Justicia decidió juzgar a Pérez por la acusación de haber desviado fondos para la seguridad del Estado en beneficio del gobierno de Violeta Chamorro en Nicaragua durante la Operación Orquídea. Al día siguiente el Senado aprobó que fuese separado del cargo para ser juzgado por la Corte Suprema de Justicia por peculado, y el 31 de agosto de 1993 fue cesado como presidente por el Congreso. Ha sido el único presidente venezolano en ser destituido. Sus ministros Reinaldo Figueredo Planchart y Alejandro Izaguirre fueron encarcelados también al concluir el mandato de Pérez.
Pérez enfrentó un alto rechazo popular avivado por los medios durante toda su gestión. También tuvo que lidiar con la oposición del Congreso, así como de sindicatos, medios de comunicación, intelectuales e incluso de su mismo partido.
El segundo gobierno de Pérez sigue siendo un tema polémico en Venezuela. Entre los principales cambios directos en el escenario político destacaron: el declive del bipartidismo adeco-copeyano, el debilitamiento del centralismo, y el surgimiento de nuevos actores políticos "anti-política" y "anti-sistema".

## Contexto
Aupado por los altos precios del petróleo, en su primer período de gobierno Pérez había impulsado el modelo rentista petrolero venezolano, que aunque daba resultados incrementando el PIB del país, implicaba un brusco ascenso del gasto público. Cuando el precio del barril de petróleo se desplomó a inicios de la década de los 80, el modelo rentista entró en crisis, el PIB empezó a contraerse y el desempleo y la pobreza resurgieron con fuerza. Cuando Lusinchi asume la presidencia en 1984, se plantea entonces alcanzar el equilibrio fiscal y se compromete a pagar la deuda externa, y aunque rehúsa llegar a acuerdo con el FMI, decide recortar el gasto público en todos los campos. En 1986, la Confederación de Trabajadores de Venezuela (CTV) presiona a Lusinchi a que modifique su política restrictiva debido al costo social de la misma, Acción Democrática hace lo mismo, preocupada por el costo político. De esta manera, Lusinchi da marcha atrás e incrementa de nuevo el gasto público, a pesar de que no cuenta con recursos para mantenerlo siquiera a corto plazo. Aunque PDVSA logra la proeza de incrementar la producción petrolera en 12% en un año, esto sigue siendo insuficiente para el enorme gasto del gobierno, que entonces se apropia del superávit fiscal de años anteriores, resguardado en la Tesorería, y además devalúa el bolívar frente al dólar (de 7.5 Bs./$ a 14.5 Bs./$). Sin embargo, el déficit estatal sigue creciendo, y finalmente Lusinchi echa mano a las reservas internacionales, las cuales en meses son reducidas a la relativamente pequeña cifra de 300 millones de dólares, sin contar las reservas en oro, que no fueron tocadas. 
De esta manera, a su llegada al poder en 1989, Carlos Andrés Pérez se encuentra un país con casi inexistentes reservas internacionales, un déficit fiscal de 6.1% del PIB, un complejo control de cambio que ha sobrevaluado la moneda, y una inflación que alcanza el 29.5% a pesar de que existe un control de precios. A pesar de esto, Lusinchi se retira del palacio presidencial con uno de los mayores índices de popularidad registrados por un presidente venezolano saliente, en parte debido a que logra revertir la tendencia a la baja del PIB y disminuye el desempleo. Las reservas internacionales de Venezuela eran de solo $ 300 millones de dólares en el momento de la elección de Pérez a la presidencia.

## Campaña electoral

### Ellusinchismo
Para poder ser el abanderado de Acción Democrática (AD) en las elecciones presidenciales de 1988, Carlos Andrés Pérez (CAP) tuvo que competir con Octavio Lepage, el candidato del lusinchismo, corriente interna adeca apodada así por ser liderada por el entonces presidente venezolano Jaime Lusinchi. El gobierno de Lusinchi, que en sus propias palabras había sido el gobierno más adeco de la historia, se había caracterizado por premiar a su militancia, siguiendo una tendencia excluyente, que se distanciaba de los tres primeros gobiernos democráticos desde 1958, en los cuales se incluía en el gobierno a un importante número de políticos independientes basándose en los méritos e influencia política de los mismos. Tal vez la medida más emblemática de esta tendencia fue la decisión de Lusinchi de nombrar como gobernadores estadales a todos los secretarios generales de Acción Democrática a nivel estadal, pasando por alto liderazgos regionales, lo cual fortaleció el lusinchismo dentro de AD, especialmente en los cuadros dirigentes.
Con el control del Comité Ejecutivo Nacional (CEN) de Acción Democrática en manos de Lusinchi, y la maquinaría del partido trabajando a favor de Lepage, este último se jacta de tener la mayoría de los colegios electorales en el bolsillo; CAP responde hablando directamente a las bases del partido, usando su carisma y la popularidad de su período anterior ("Él tiene los colegios, pero yo tengo los alumnos"). Con esta estrategia, y con el apoyo decisivo del buró sindical del partido, Pérez obtiene la nominación de AD en octubre de 1987. No obstante, aunque atenuado por las elecciones presidenciales, el conflicto interno de Acción Democrática está lejos de terminar.

### "El gocho pa'l '88"

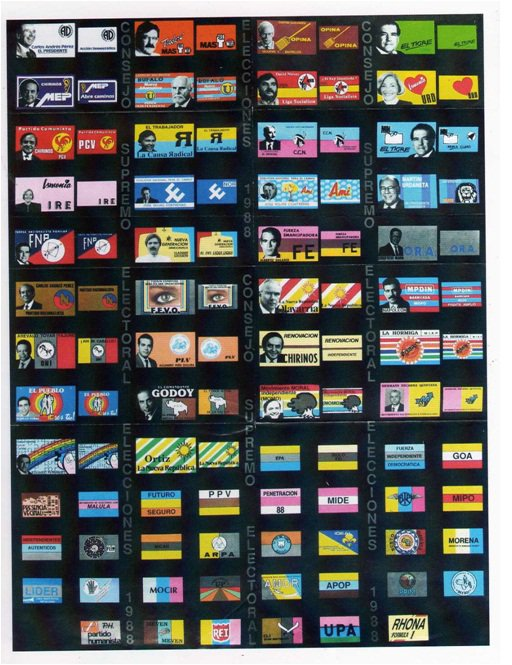
Boleta de votación de las elecciones generales de Venezuela de 1988.

Aunque oficialmente la campaña presidencial de 1988 debía durar ocho meses, la misma inició en realidad el año anterior, una vez que los candidatos de AD y Copei fueron seleccionados, y se destacó por la misma polarización bipardista que los venezolanos venían experimentando en elecciones anteriores. Haciendo uso de sus grandes recursos financieros, estos partidos se aseguraron el control de los medios audiovisuales venezolanos, lo que probablemente contribuyó en la apatía del electorado. El estratega político Juan José Rendón asesoró a Carlos Andrés Pérez en su campaña.
El principal contendor de Pérez fue el copeyano Eduardo Fernández, quien se inventó el mote de «El Tigre», intentando presentarse ante los votantes como un hombre "rápido, sagaz y decidido". Por su parte, Pérez utilizó su previamente cultivada imagen de estadista internacional experimentado, explotando además los éxitos de su primer gobierno, haciendo énfasis en la nacionalización del petróleo y de las industrias básicas, así como en el plan de becas de Fundayacucho, generando grandes expectativas en la población golpeada por la crisis. Utilizando el eslogan "el gocho pal' '88", la campaña del expresidente se centró en la persona del candidato, dando pocos detalles del programa de gobierno, los cuales además fueron presentados tardíamente. Aun así, Pérez sí dio indicios de preparar cambios estructurales en el Estado, aunque se cuidó de ser más específico por motivos meramente electorales, como él mismo luego reconoció.
El 4 de diciembre de 1988, Carlos Andrés Pérez resultó elegido con 3.868.843 votos, un récord de votación que permaneció hasta 2006, aunque la abstención llegó a 18%, la más alta desde la llegada de la democracia en 1958. La imagen de Pérez como el presidente del «milagro económico» que se había creado entre los votantes contribuyó a darle de nuevo la presidencia.

## La «coronación» de Pérez
Cuidándose de preservar su cultivada imagen de líder cosmopolita, Pérez invitó a una diversa cantidad de personajes internacionales a su toma de posesión; donde destacaron los presidentes Raúl Alfonsín (Argentina), José Sarney (Brasil), Virgilio Barco (Colombia), Óscar Arias (Costa Rica), Fidel Castro (Cuba), Rodrigo Borja Cevallos (Ecuador), José Napoleón Duarte (El Salvador), Felipe González (España), Vinicio Cerezo (Guatemala), José Azcona del Hoyo (Honduras), Daniel Ortega (Nicaragua), Alan García (Perú), Julio María Sanguinetti (Uruguay), y otros más que en total sumaron veinte Jefes de Estado. También asistieron el secretario general de la OEA, el brasileño João Clemente Baena Soares; el vicepresidente de los Estados Unidos, Dan Quayle; el presidente de la Internacional Socialista, Willy Brandt; el expresidente italiano, Bettino Craxi; el excanciller austríaco, Bruno Kreisky; el presidente del Banco Interamericano de Desarrollo, Enrique V. Iglesias; el secretario general de la OPEP, el indonesio Subroto; el secretario de Relaciones Exteriores mexicano, Fernando Solana e inclusive el Premio Nobel de Literatura, Gabriel García Márquez. Debido a la gran cantidad de invitados, el acto se tuvo que realizar en la Sala Ríos Reyna del Teatro Teresa Carreño, siendo la primera vez que era usada para este fin, ya que el Palacio Federal Legislativo era el lugar tradicional.
Si bien los actos de la toma de posesión de Pérez no fueron tan fastuosos como los que el Sah de Irán realizó 18 años atrás, sí produjeron un efecto similar en la opinión pública venezolana, que se encontraba afrontando una difícil crisis económica. No fue sorpresa entonces que este episodio recibiera el mote popular de la «coronación». Un corresponsal del diario español El País pronosticó, que ante semejante comienzo de gobierno, si Pérez no entregaba pronto los resultados ofrecidos generaría frustración.

## Gabinete
El 14 de enero de 1989, horas antes de salir a una gira por Oriente Medio y Europa, el entonces presidente electo Pérez había anunciado la lista de 21 ministros que conformarían su gabinete de gobierno. Dos aspectos novedosos fueron identificados en este equipo de gobierno: primero, con cinco ministras, era el gabinete con la mayor cantidad de mujeres en la historia de Venezuela hasta entonces; segundo, había una cantidad considerable de ministros con experiencia en el campo académico y la empresa privada, pero sin experiencia alguna en la administración pública. El Comité Ejecutivo de Acción Democrática, que aparentemente se enteró de la composición del gabinete un día antes que el resto del país, no dudó en recriminarle a Pérez el hecho de que muchas carteras claves estaba en manos de "tecnócratas", quienes además no eran adecos. CAP no había discutido previamente con el partido los nombres de sus ministros, pero sí había incluido a catorce de sus correligionarios en el gabinete, incluso en carteras claves como las del Interior, de Relaciones Exteriores, la Secretaría de la Presidencia, de Energía y Minas, de Hacienda, la de Transporte y Comunicaciones, y la presidencia de la CVG; otros dos eran conocidos por su proximidad a AD; los cinco restantes eran considerados independientes políticamente hasta su nombramiento.
La revancha del CEN llegó unos días después al seleccionarse al Presidente del Congreso, Pérez propuso al senador adeco David Morales Bello, pero para su sorpresa, su partido prefirió a apoyar a Octavio Lepage, candidato del lusinchismo, y el presidente recibió su primera derrota política incluso antes de asumir el cargo. Pérez decidió responder a la deuda, el gasto público, las restricciones económicas y el estado rentista liberalizando la economía.

## Política nacional

### Política legislativa

Cámara de Diputados (1988-1993).

Composición del Senado (1988-1993): de gris el partido Acción Democrática (AD).

A nivel legislativo, Carlos Andrés Pérez gobernó con mayoría simple en el Congreso.

### Política de defensa
En 1992 Provea informó que varios trabajadores del sector trasporte en la ciudad de Maracaibo fueron reclutados mientras laboraban. De igual manera, reportó casos de estudiantes de la Universidad Central de Venezuela que sufrieron la recluta.

### Política económica

#### El Gran Viraje

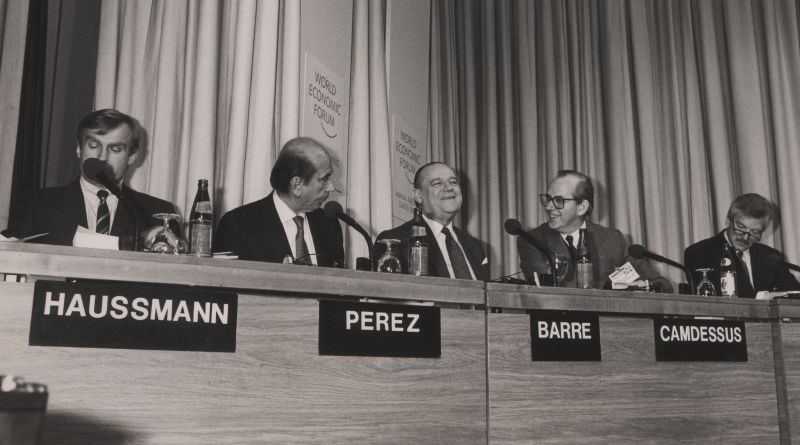
Carlos Andrés Pérez, en la reunión anual del Foro Económico Mundial en 1989

Sin embargo, la situación económica había ido empeorando paulatinamente al ir bajando los precios del petróleo. La moneda se había devaluado, la inflación era alta y la deuda externa era una pesada carga para la república. A pesar de que las medidas de ajuste no pudieron aplicarse por completo, los índices de miseria bajaron drásticamente al final de su gobierno (pasando la pobreza de un 70 % a poco más de 30 %).

#### Programa de ajuste macroeconómico
A raíz de la negativa situación económica de Venezuela, el gobierno constitucional durante sus primeros meses de gobierno presenta un programa de ajuste macroeconómico al Fondo Monetario Internacional (FMI) a fin de reestructurar la deuda y mejorar las bajas de la Reserva internacional, el cual comprendía un programa monetario, la liberalización de las tasas de interés, la liberalización de variables claves como la tasa de cambio, de la tasa de interés, de los precios y la liberalización financiera, entre otras cosas. El gobierno de Venezuela le comunica al FMI que espera contar con un monto significativo de apoyo de la comunidad financiera internacional, incluyendo el convenio designado de facilidad ampliada de financiamiento, préstamos del Banco Mundial y del Banco Interamericano de Desarrollo (BID). El FMI fijó las tasas de reservas internacionales que el gobierno venezolano debía mantener.
Para ponerle límite a la expansión monetaria venezolana, el FMI determinó el monto de dinero que podía crear el Banco Central de Venezuela, a través de la estimación de las reservas internacionales y los activos internos. Junto a la estimación de la magnitud del multiplicador monetario, el BCV tenía margen de maniobra para decidir el monto de la oferta monetaria. Uno de los aspectos más relevantes del programa de ajuste macroeconómico se refieren a la liberalización de los precios, entendidos en el sentido amplio de la palabra, es decir, con respecto a la tasa de cambio, a las tasas de interés y a los bienes y servicio.
La situación inicial no proporcionó a Pérez mucho margen de maniobra. Anunció un plan de austeridad consistente en la liberación de las importaciones, eliminación de los controles de precios, privatización de las empresas no estratégicas en manos del estado, como la Compañía Anónima Nacional Teléfonos de Venezuela (CANTV), aumento del precio de la gasolina, congelación de salarios, reducción del tamaño del Estado, así como del gasto público. Los puntos más destacados del programa pueden resumirse así:
- Solicitud de financiamiento al Fondo Monetario Internacional acogiéndose a un programa de ajustes.
- Liberación de las tasas de interés activas y pasivas.
- Unificación de la tasa cambiaria, eliminando la tasa preferencial y por tanto la criticada Oficina de Régimen de Cambios Diferenciales (RECADI).
- Liberación de los precios de todos los productos excepto los de la «cesta básica».
- Incremento de tarifas de servicios públicos.
- Aumento del precio de la gasolina y otros derivados del petróleo en el mercado nacional, durante tres años, con un primer aumento de 100% (cinco centavos de dólar) en el precio de la gasolina y un 30% en el del transporte.
- Aumento de los sueldos de la administración pública entre el 5 y el 30%, el salario mínimo a Bs. 4000 en la ciudad y Bs. 2500 en el campo.
- Congelamiento de cargos de la administración pública.
- Racionalización y eliminación de los aranceles de importación.
- Reducción del déficit fiscal a menos del 4%.

#### Privatizaciones
Se consideraba que era necesario actualizar el modelo de economía mixta venezolano y liberalizar el modelo. Las acciones emprendidas por la administración del presidente Pérez, apuntan a desmontar la acción hasta ahora seguida. Para el Estado venezolano, no era posible garantizar el crecimiento sostenido de las empresas públicas, ya que disponía de suficientes recursos. Los costos de producción de las empresas públicas eran mayores que los de las empresas privadas.
La administración de Carlos Andrés Pérez decidió implantar un proceso de privatización a ultranza de empresas públicas productoras de bienes y servicios, argumentando la ineficacia y baja rentabilidad de las mismas. La filosofía que sostenía este cambio era que el sector privado maneja a menudo los recursos económicos con mayor eficiencia. Se decidió redefinir la orientación del Estado, que ahora se ocuparía de aquellas empresas públicas que daban pérdidas. Las que todavía eran competitivas se mantendrían bajo el control del Estado, como ciertos hoteles de la ciudad. El gobierno venezolano, usando la estructura estatal, tomó la decisión transferir al sector privado la propiedad o la gestión de empresas públicas en diversas áreas de la economía y mejorar los resultados de las empresas que permanezcan en manos del Estado a fin de liberar recursos para dedicarlos al gasto social en el país.
A fines de 1991, como parte de las reformas económicas, la administración de Carlos Andrés Pérez había vendido tres bancos, un astillero, dos ingenios azucareros, una aerolínea, una compañía telefónica y una banda de telefonía celular, recibiendo un total de $2,287 millones de dólares. La subasta más destacada fue la de CANTV, empresa de telecomunicaciones, que fue vendida al precio de $1.885 millones de dólares al consorcio integrado por la estadounidense AT&T International, General Telephone Electronic y las venezolanas La Electricidad de Caracas y Banco Mercantil. La privatización acabó con el monopolio de Venezuela sobre las telecomunicaciones y superó incluso los pronósticos más optimistas, con más de $1.000 millones de dólares por encima del precio base y $500 millones de dólares por encima de la oferta ofrecida por el grupo competidor. Para finales de año, la inflación había bajado al 31%, las reservas internacionales de Venezuela ahora valían $14.000 millones de dólares y había un crecimiento económico del 9 % (llamado "crecimiento asiático"), el más grande de América Latina. En el momento.

#### Indicadores económicos

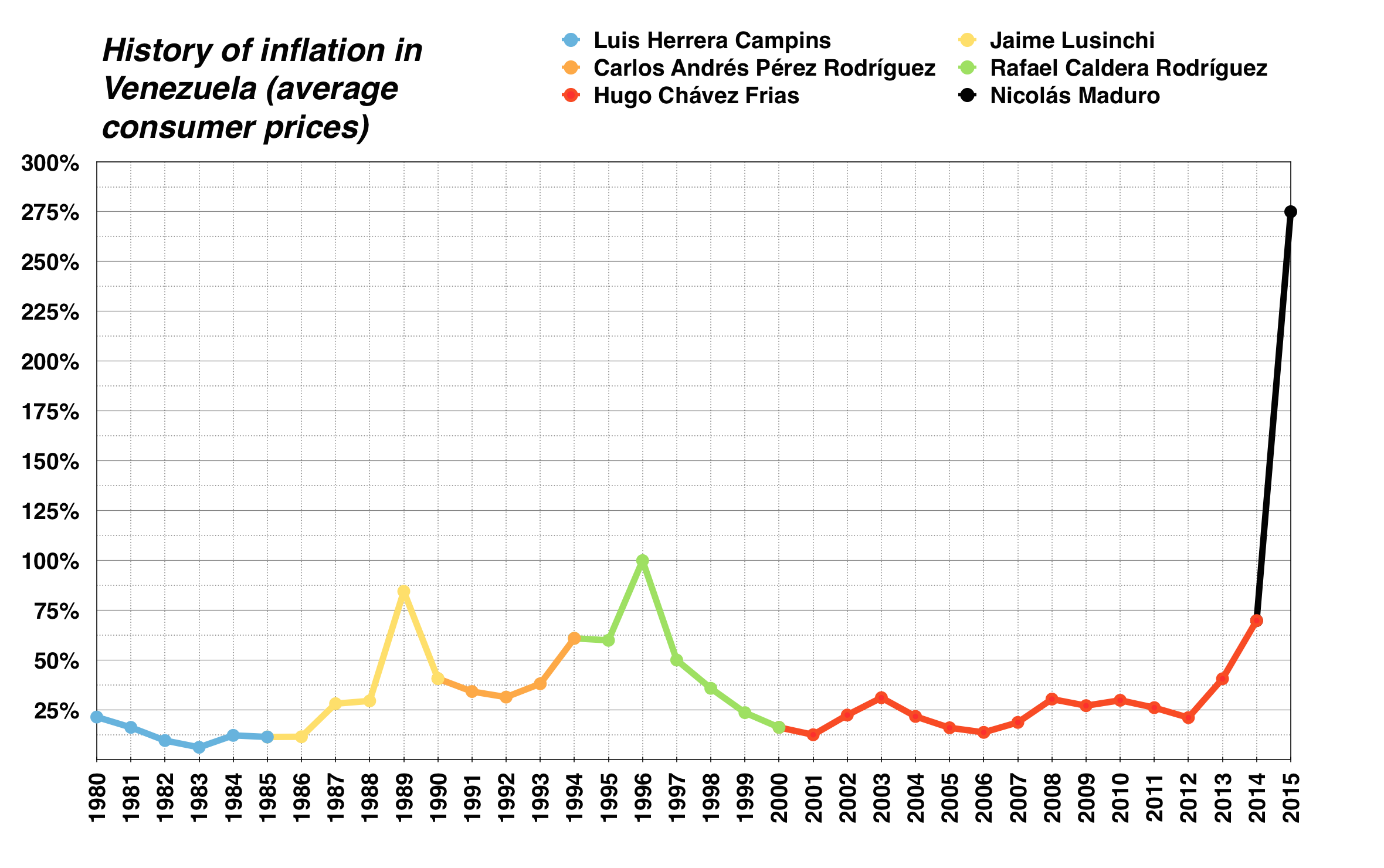
La inflación durante el segundo gobierno de CAP, en color naranja.

En el segundo gobierno de Carlos Andrés Pérez , la economía registró un promedio en la tasa de crecimiento anual del PIB per cápita de 0,42 %. Aunque el índice de miseria en el primer año del segundo gobierno de Pérez alcanzó el 71,13%, el indicador descendió a 38,92% para el último año de gobierno de Pérez. La reducción fue de 32.21%, aun cuando el plan de ajuste económico no se pudo aplicar plenamente por los hechos del Caracazo. De hecho, algunas de las medidas que lograron ser aplicadas, serían revertidas en el período constitucional de Rafael Caldera.[cita requerida]
Durante este gobierno, las tasas promedio de desempleo e inflación fueron 8,82% y 44,6%, respectivamente. Esta mejoría en el índice fue el resultado de una disminución importante tanto en el desempleo como en la inflación. Esto permitió que Venezuela bajara el índice de miseria en más de 30% en pocos años. El promedio de este indicador para este período gubernamental fue 53,42%, uno de los más altos en el siglo XX.
| Inflación | Inflación | Inflación | Inflación |
| --------- | --------- | --------- | --------- |
| 1989      | 1990      | 1991      | 1992      |
| 84,5%     | 40,7%     | 34,2%     | 31,4%     |

| Crecimiento del PIB | Crecimiento del PIB | Crecimiento del PIB | Crecimiento del PIB |
| ------------------- | ------------------- | ------------------- | ------------------- |
| 1989                | 1990                | 1991                | 1992                |
| -8,6%               | 6,5%                | 9,7%                | 6,1%                |

### Política de infraestructura
En 1991 se inauguró el Aeropuerto Juan Pablo Pérez Alfonzo en El Vigía, Mérida.

### Política electoral

#### Primeras elecciones regionales de la historia

Resultados
Acción Democrática
Copei
Movimiento al Socialismo
La Causa Radical

El 3 de diciembre según lo establecido por la Ley sobre Elección y Remoción de los Gobernadores de Estado, se realizan las primeras elecciones regionales en la historia de Venezuela para designar por sufragio a los Gobernadores de los estados y los Consejos Legislativos de cada entidad. Se eligieron en total 20 gobernadores y 285 alcaldes. Los partidos que consiguieron la mayor cantidad de jefaturas regionales fueron Acción Democrática con 11 gobernaciones y 152 alcaldías, Copei con 7 gobernaciones y 101 alcaldías, el Movimiento al Socialismo con una gobernación y 9 alcaldías, y La Causa R con una gobernación y dos alcaldías. Pese a la novedad del evento, se registró una abstención del 70% del electorado.

### Política en seguridad
Tras los intentos de golpe de Estado de 1992, las fuerzas del Estado realizaron redadas a lo largo del país, deteniendo arbitrariamente a dirigentes estudiantiles, miembros de partidos políticos y activistas sociales, según denunció Amnistía Internacional. La mayoría fueron liberados sin cargos al poco tiempo, sin embargo, la ONG declaró en un informe de 1993 que «muchos fueron torturados».

#### Masacre del Retén de Catia
La masacre del Retén de Catia ocurrió durante el fallido golpe de Estado del 27 de noviembre de 1992. La madrugada del 27 de noviembre de 1992, agentes de la Guardia Nacional y de la Policía Metropolitana intervinieron el centro penitenciario del Retén de Catia. En el transcurso de las 48 horas en las que ocurrieron los sucesos dentro del Retén de Catia se produjo la muerte de aproximadamente 63 reclusos.

### Política en medios de comunicación
El periodista Jesús Antonio Castillo Gómez, corresponsal de El Nacional, fue arrestado y torturado con picana eléctrica por funcionarios policiales, requisándole después su cámara tras cubrir una manifestación el 23 de enero de 1992 en la Universidad Central de Venezuela (UCV). Esto fue denunciado por Amnistía Internacional.

### Política en derechos humanos
En 1989 el padre Luis María Olaso trabajó en conjunto con la Vicaría de Derechos Humanos dirigida por el padre Ubaldo Santana y la Comisión Justicia y Paz, dándole asilo a dos de los sobrevivientes de la masacre del Amparo y denunciando la aplicación de la justicia militar para juzgarlosLuego del Caracazo el padre Olaso fue designado como encargado de la Dirección de Derechos Humanos de la Fiscalía General de la República. Desde donde se encargó de denunciar las violaciones a los derechos humanos y prestar apoyo a las víctimas de la masacre de El Amparo, el Caracazo y la masacre del retén de Catia.
Tras los sucesos del Caracazo familiares y activistas conformaron la organización Comité de Familiares y Víctimas de los Sucesos de Febrero-Marzo de 1989 (COFAVIC). Esta ONG se encargó de colaborar y presionar en el proceso de exhumación, además denunció el entorpecimiento del proceso y el constante hostigamiento por parte de las autoridades. Desde la División de Inteligencia Militar (DIM) se le acusó de ser una fachada de grupos guerrilleros, lo que provocó que la organización junto con Amnistía Internacional, Human Rights Watch, la Vicaría de Derechos Humanos y el Arzobispado de Caracas denunciaran ante la fiscalía la criminalización a las que estaba siendo sometida.
De igual forma la organización defensora de los derechos humanos PROVEA fue acusada de ser un «organismo de fachada de grupos de extrema izquierda». En 1991 fue detenido el abogado Edwin Sambrano Vidal miembro de la ONG.
Human Rights Watch en un informe de 1993 mencionó que la segunda administración de Pérez «estuvo marcada por un aumento de las violaciones de derechos humanos, incluidas detenciones arbitrarias, torturas, ejecuciones extrajudiciales, la represión violenta de manifestaciones» y que el poder judicial en gran medida ignoró los abusos cometidos.Denunciaron la impunidad en contra de policías que estaban supuestamente involucrados en abusos de autoridad por medio de un procedimiento conocido como averiguación de nudo hecho. Donde las investigaciones se alargaban por largos periodos, evitando juzgar a los implicados. También se hizo mención a la corrupción e impunidad del sistema judicial y el paso a juicio de civiles por medio de tribunales militares.
Mientras que Amnistía internacional denunció que las investigaciones por violaciones a los derechos humanos eran escasas o nulas. Mencionó el aumento de detenciones arbitrarias y ejecuciones extrajudiciales principalmente en zonas populares y que los procesos judiciales generalmente eran retrasados y tenían falta de independencia provocando que los detenidos quedaran en prisión por tiempo prolongado además de recibir malos tratos y en ocasiones torturas. La organización también hizo referencia a la aplicación de la Ley de Vagos y Maleantes, en la cual los detenidos se les negaban derechos básicos como acceso a abogados o a una audiencia judicial. Estas condiciones provocaron constantes manifestaciones de los detenidos, algunas de las cuales fueron controladas con uso excesivo de la fuerza.
Así mismo Amnistía Internacional denunció las condiciones de las prisiones del país, detallando la corrupción de las autoridades, el hacinamiento, uso de celdas de castigo, alimentación inadecuada y falta de atención médica. También denunciaron el uso desproporcionado de la fuerza por parte de los cuerpos de seguridad del Estado para controlar manifestaciones como el uso de armas de fuego provocando heridos y muertos.De igual manera mencionaron el acoso y ataques que sufrieron activistas y periodistas durante manifestaciones antigubernamentales y algunos casos de censura.

## Política exterior

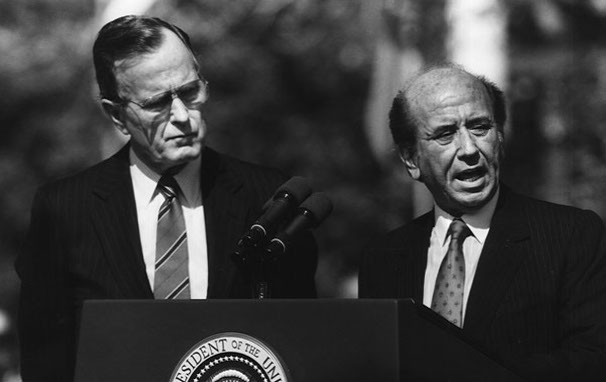
El presidente venezolano Carlos Andrés Pérez (derecha) con George H.W Bush durante una visita a Washington

En el plano exterior en su segunda estadía en el poder Pérez mantuvo una intensa relación con otros jefes de gobierno como el español Felipe González y el alemán Helmut Kohl. El 27 de marzo de 1989 Se crea la Comisión presidencial de asuntos fronterizos colombo-venezolanos (COPAF). Un ente creado como órgano asesor en materia de desarrollo de la frontera occidental venezolana. Además, sería el enlace entre el Estado venezolano y las comisiones o representaciones que pudiera designar la República de Colombia al objeto de elaborar proyectos técnicos de interés bilateral para el desarrollo de las zonas fronterizas comunes.

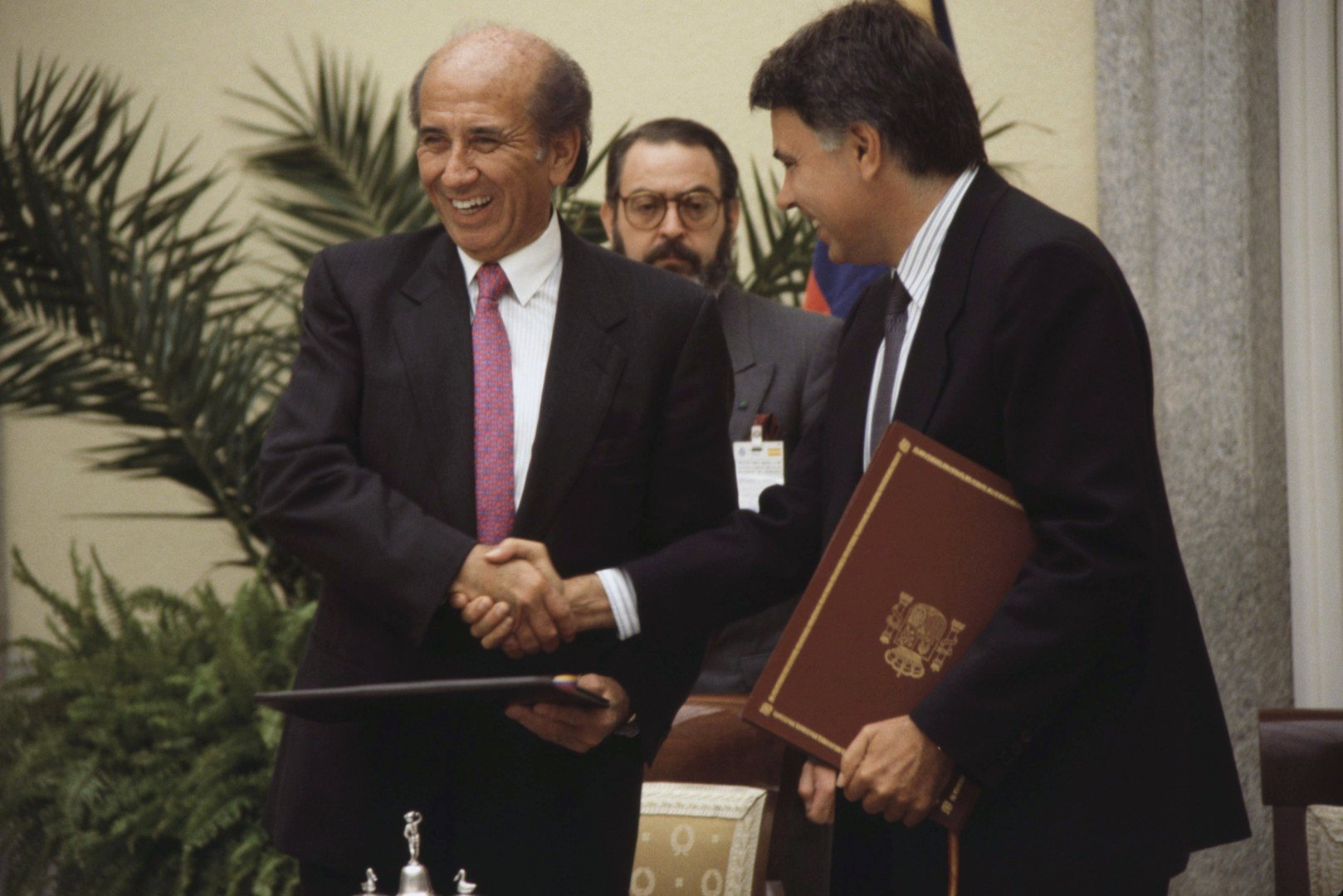
Felipe González y el presidente de Venezuela firman el Tratado de Amistad y Cooperación entre España y Venezuela

Después de los hechos del Segundo intento de golpe de Estado de Venezuela de 1992 el gobierno del Perú, presidido en ese entonces por Alberto Fujimori concede asilo político a varios militares golpistas, por lo que Carlos Andrés Pérez suspende relaciones diplomáticas con Perú.

## Destitución y juicio

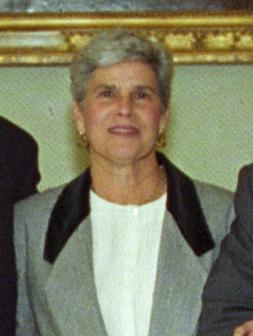
CAP fue arrestado por sus vínculos financieros con el gobierno de Violeta Chamorro.

En marzo de 1993 el fiscal general, Ramón Escovar Salom, introdujo una solicitud de antejuicio de mérito en su contra por el delito de «peculado doloso» y «malversación» de 250 millones de bolívares (17 millones de dólares en esa época) de la partida secreta por cuyo manejo era responsable. El 20 de mayo de 1993 se conoció la ponencia solicitada por la Corte Suprema de Justicia al presidente magistrado Gonzalo Rodríguez Corro, declarando con lugar la solicitud de antejuicio de mérito. Al día siguiente, el 21 de mayo, el Congreso Nacional autorizó el juicio por unanimidad, separando a Carlos Andrés del cargo de la presidencia. Pérez se negó a renunciar, pero después de la licencia temporal máxima de 90 días disponible para el presidente en virtud del artículo 188 de la constitución de 1961, el Congreso Nacional destituyó a Pérez de su cargo de forma permanente el 31 de agosto. Durante el proceso se reveló que dicho dinero había sido utilizado para ayuda internacional a la presidenta Violeta Chamorro en Nicaragua durante la Operación Orquídea. El juicio de Pérez concluyó en mayo de 1996 y fue condenado a 28 meses de prisión.

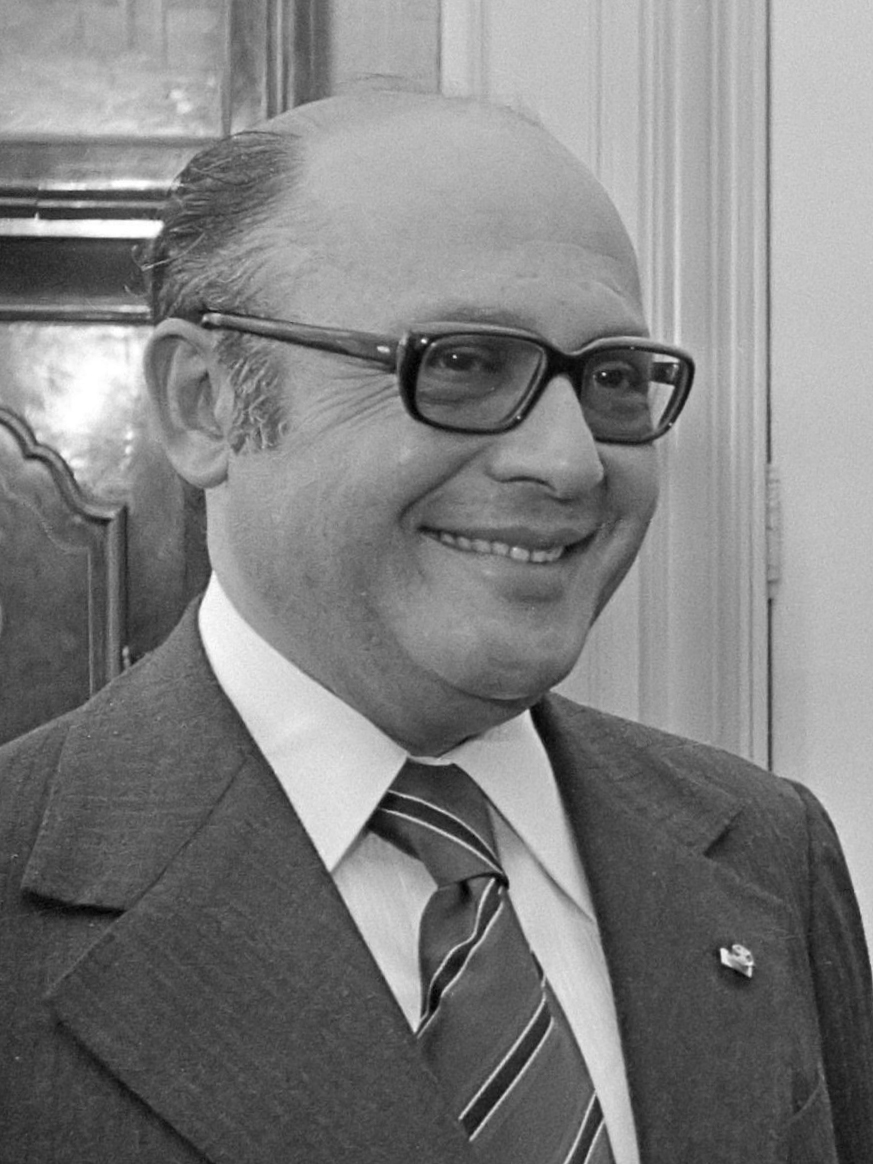
Ramón Escovar Salom, exministro de CAP, inició el juicio contra él cuando fue fiscal general.

El juicio tuvo diversas irregularidades. Los apoderados jurídicos señalaban que este juicio tenía un carácter político irrefutable. En un artículo del Diario de Caracas de 1993 se señaló que la investigación estuvo viciada en sus orígenes, sus motivaciones fueron políticas, las primeras decisiones se dictaron bajo presión y se desconocieron garantías fundamentales en el Estado de Derecho. En el juicio no se respetaron los derechos consagrados en los artículos 361, 367 y 369 del Código de Enjuiciamiento Criminal y la Corte rechazó la petición de defensa, a pesar de lo señalado. Según Nikola Kedzo:
(...) se puede afirmar que el Congreso interpretó de forma aislada los artículos de la Constitución dependiendo de las circunstancias que consideró oportunas. La inadecuada interpretación de la normativa constitucional llevó a que la suspensión senatorial fuera transformada en una falta temporal que culminaría en falta absoluta, la cual nunca hubiese podido ser tal sin la existencia de una sentencia definitiva en el juicio que originó la suspensión. En este sentido, la acción de amparo y de nulidad fue introducida basada en la violación del artículo 119 de la Constitución que expresa que «Toda autoridad usurpada es ineficaz, y sus actos son nulos.» Al declararse la falta absoluta del Presidente Pérez, se estaría generando una transgresión de las atribuciones del Presidente y por lo tanto dicha acción sería invalidada. «En otras palabras, el Presidente Constitucional de la República ha sido juzgado y condenado por un órgano del Poder Público al que no le compete, en absoluto, tal función y que no constituye su tribunal natural.» (Arteaga Sánchez et al., 1994, p. 68). Nikola Kedzo
Según diversos politólogos y abogados, no se respetó el debido proceso y se juzgó a Carlos Andrés Pérez sin que este tuviera una oportunidad de defenderse. El escrito presentado por la defensa, donde se impugna la doble actuación del fiscal como acusador y parte «de buena fe en el juicio» contra el presidente, se basa en que el fiscal general se presentó como acusador formal contra el presidente Pérez y asimismo, actuó en el mismo juicio con carácter de «garante de buena fe» por parte del Ministerio Público; actuación absolutamente refutable, ya que este tiene acceso a las actas procesales y en la intervención sobre diligencias sumariales, a las cuales la defensa no puede acceder.
La naturaleza de esta partida impide, por imperativo legal, la existencia de comprobantes de esos gastos y también impide que pueda obtenerse información por parte de los funcionarios que han manejado dichos fondos. Por lo tanto, tienen la obligación de guardar el secreto sobre su uso o destino ya que, de otra manera, serían responsables del delito de revelación de secretos políticos o militares; se cometió un delito sancionado en el Código Penal al divulgar información estrictamente confidencial y secreta, ya que se trataba de gastos destinados a la defensa y seguridad del Estado venezolano.

## Oposición

### Oposición social
Según Provea, entre octubre de 1989 y septiembre de 1992, hubo 2094 protestas en Venezuela.

#### Caracazo
Entre las políticas estaba la reducción de los subsidios a los combustibles y el aumento de las tarifas del transporte público en un  30%. Se suponía que el aumento se implementaría el 1 de marzo de 1989, pero los conductores de autobuses decidieron aplicar el aumento de precios el 27 de febrero, un día antes del día de pago en Venezuela. 

Carro prendido en fuego durante el Caracazo

En respuesta surgió una serie de protestas, realizadas por quienes viviendo en las ciudades-dormitorios de Caracas debían trasladarse a diario para trabajar en esta capital, el aumento de precio de la gasolina como parte del ajuste en la economía anunciadas el 16 de febrero catalogadas por el intelectual Arturo Uslar Pietri, en El Nacional, como «necesarias, coherentes y realistas» que incidió en el aumento en el precio de los pasajes del transporte público. La falta de intervención oportuna de las autoridades, ya que la Policía Metropolitana de Caracas estaba en huelga laboral, encabezó las protestas y los disturbios se extendieron rápidamente a la capital y otras localidades del país. En poco tiempo, el movimiento que comenzó en las avenidas y paradas de Guarenas (población localizada a unos 40 km al este de la capital) se extendió rápidamente a la propia Caracas, otras ciudades y regiones: La Guaira, Valencia, Barquisimeto, Mérida, Guayana y los Valles del Tuy, convirtiéndose en grupos de violencia que saquearon supermercados, centros comerciales y establecimientos de todo tipo.
Ante esta situación, y la incapacidad de la policía local para controlar los saqueos, el gobierno de Pérez empleó al Ejército como medio de contención de los hechos violentos ocurridos en toda la ciudad (se activó una estrategia de control de disturbios conocida como Plan Ávila). Se estableció una comisión en el Congreso de Venezuela con todos sus partidos políticos para investigar los hechos del Caracazo y votó por unanimidad un informe que concluyó que 277 personas fueron asesinadas.
La actuación de la fuerzas armadas tuvo un alto costo, ya que las incurrieron en una represión excesiva que dejó según cifras oficiales 277 muertos y numerosos heridos. Según la ONG de Derechos Humanos Cofavic el número oficial de víctimas no se corresponde con la realidad, y cita la aparición de fosas comunes como La Peste, donde según esta ONG aparecieron 68 cuerpos sin identificar, «fuera de la lista oficial». Organismos no pertenecientes a las FAN. como la Dirección de los Servicios de Inteligencia y Prevención (Disip), la policía Metropolitana y la policía Judicial PTJ, cometieron abusos policiales.
Hubo un aproximado de 2000 personas desaparecidas durante el 27 y 28 de febrero de 1989. Por tal motivo, en los días y meses posteriores al Caracazo se produjeron gran número de manifestaciones en su contra, las que conjuntamente con las críticas políticas formuladas por varios partidos y sectores, a él y a su programa, debilitaron el piso político en el que se sustentaba. Durante la crisis producida por la primera guerra del Golfo, Venezuela aumentó su producción de crudo lo que supuso un alivio momentáneo a la situación económica aunque no disminuyó la conflictividad social. En 1999, la Corte Interamericana de Derechos Humanos abordó el caso del Caracazo y dictaminó que el gobierno de Pérez había cometido diversas violaciones de los derechos humanos de los ciudadanos, entre ellas, ejecuciones extrajudiciales.

#### Los Notables
El 10 de agosto de 1990 Un grupo de intelectuales en el que destacaba Arturo Uslar Pietri se organizó como asociación civil publicó una carta abierta dirigida al presidente Carlos Andrés Pérez, proponiendo reformas electorales y judiciales. El grupo posteriormente empezaría a ser conocido como Los Notables. El grupo posteriormente exigiría la implementación de sus propuestas, demandaría la renuncia o destitución de Carlos Andrés y criticaría a otras instituciones del Estado, incluyendo a la Corte Suprema de Justicia y el sistema judicial venezolano, el Consejo Supremo Electoral, el Congreso y los partidos políticos. Más adelante llegó a sugerirse que miembros del grupo pudieron estar involucrados en las conspiraciones posteriores contra el gobierno de Carlos Andrés, incluyendo el primer y el segundo intento golpe de Estado de 1992.[cita requerida]

### Oposición militar

#### Intento de golpe de Estado del 4F de 1992

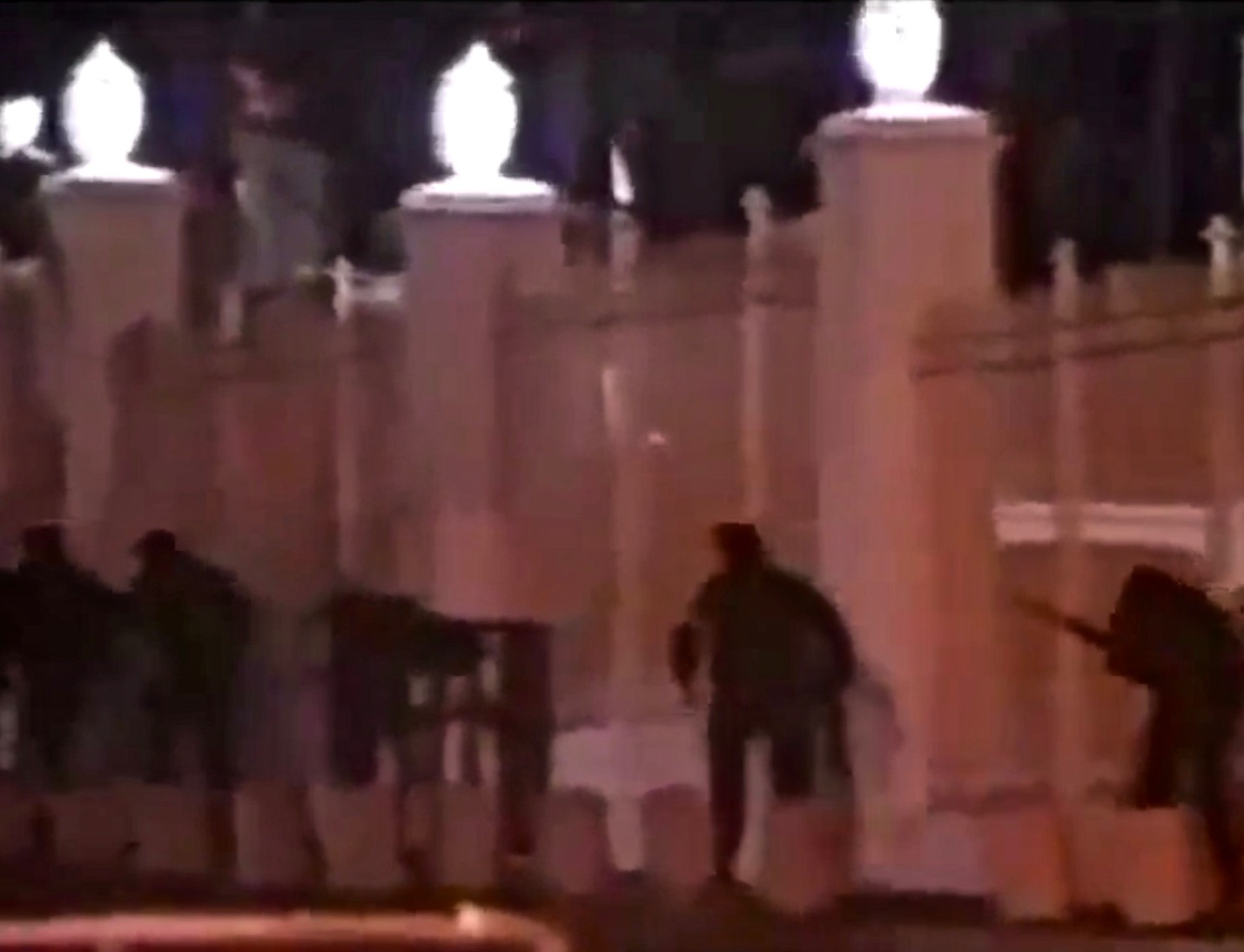
Soldados golpistas en los alrededores del Palacio de Miraflores

La madrugada del martes 4 de febrero de 1992 hubo un intento de golpe de Estado comandado por varios oficiales medios de las Fuerzas Armadas, dentro de los cuales se encontraba el teniente coronel Hugo Chávez.Todo esto por el deterioro de la situación social y el aumento de la corrupción administrativa. Tras unas horas de incertidumbre, Pérez logró escapar en un automóvil asignado al presidente Jaime Lusinchi, el cual se encontraba en reparación en el garaje del Palacio de Miraflores, yendo a una planta televisiva de Venevisión, donde recuperó el control. Chávez fue catapultado al centro de atención nacional cuando se le permitió aparecer en vivo en la televisión nacional para llamar a todos los destacamentos rebeldes restantes en Venezuela a cesar las hostilidades. Cuando lo hizo, Chávez bromeó en la televisión nacional diciendo que solo había fallado "por ahora". 
Derrotada la sublevación por las fuerzas del presidente y recluidos sus cabecillas en prisión, Carlos Andrés Pérez se comprometió ante la opinión pública a corregir algunos aspectos de sus medidas; pero el proceso de deterioro no se detendría.

#### Intento de golpe de Estado del 27 de noviembre de 1992
Pérez tuvo que enfrentar un segundo intento de golpe de Estado el viernes 27 de noviembre del mismo año; durante el cual los golpistas llegaron a tomar las instalaciones del canal de televisión estatal Venezolana de Televisión, bombardear algunos edificios públicos, tales como el Palacio de Miraflores, el Ministerio de Relaciones Exteriores, y el aeropuerto La Carlota. La intentona fue derrotada pero una vez más contribuyó a mejorar la ya desacreditada imagen del presidente. La cifra de muertos de ambos golpes de estado es de 300 víctimas aproximadamente.

## Repercusión histórica
El presidente del Congreso, Octavio Lepage, compañero de Pérez en el partido Acción Democrática, lo sucedió brevemente como presidente, hasta que el Congreso nombró a Ramón J. Velásquez, un senador adeco, como presidente interino.